# Real Grisignano Calcio a 5
L' Associazione Sportiva Dilettantistica Real Grisignano Calcio a 5 è una società di calcio a 5 femminile con sede nella città di Grisignano di Zocco. Milita in serie B, categoria cadetta del campionato femminile.

## Storia
Fondata nel 2013 dalla scissione con la Polisportiva Grisignano, affida la squadra ad Adriano Turcato e comincia la stagione in Serie C arrivando alla conquista della Coppa Italia regionale nella stessa stagione che da diritto all'accesso alle fasi nazionali della Coppa Italia di Serie C dove arriva in finale sconfitta per mano della Salernitana.
Nella stagione 2014-2015 accede alla prima edizione della Serie A di secondo livello (dalla stagione 2017-2018 verrà a chiamarsi Serie A2) con il primo posto al campionato regionale nello stesso anno in cui la Divisione Calcio a 5 istituisce la Serie A Elite come campionato di primo livello
La stagione 2015-2016 e 2016-2017 vede la conferma nella categoria rispettivamente al 5º e al 4º posto, con il raggiungimento al primo posto della classifica reti nella stagione 16/17 di Nicoli e la promozione in Serie A Elite tramite i play-off vincendo le sfide contro Dona Style Fasano e Virtus Ciampino
Nella stagione 2017-2018 la società si rinforza con arrivi di giocatrici di livello tra cui Iturriaga e mantiene la nuova categoria vincendo i play-out contro Bellator Ferentum e Città di Falconara. La stagione 2018-2019 vede per la prima volta il cambio di allenatore da parte della dirigenza che affida la squadra a Kim Serandrei, proveniente dall'esperienza col Thiene, sostituendo Turcato. Qualche giorno prima dei play-out, Serandrei annuncia le dimissioni per motivi personali e la prima squadra viene presa in gestione ad interim dal presidente Azzolin per le rimanenti partite da disputare. Rimane in Serie A dopo aver vinto la seconda fase dei playout contro il Futsal Molfetta, avendo precedentemente perso la prima fase contro il Bisceglie.
Nella stagione 2019-2020 partecipa al campionato con Mario Lovo, poi sostituito da Gianluca Volpato a seguito delle dimissioni presentate alla società. La squadra termina all'undicesimo posto con relativa salvezza per la sospensione e il congelamento della classifica decisa dalla Divisione Calcio a 5 per impossibilità di portare a termine la stagione dovuta all'emergenza COVID-19. Nella neonata Coppa di Divisione femminile, nonostante le difficoltà ad ottenere risultati in campionato, arriva in semifinale ma viene sconfitto dal Montesilvano, vincente poi nella finale contro il Salinis.
Al termine della stagione, il presidente Nilo Azzolin dichiara che per la stagione successiva non iscriverà la squadra in Serie A a causa delle difficoltà economiche societarie aggravate dal COVID-19 che rendevano non possibile sostenere un altro anno nella massima serie, ma mantenendo le attività sportive in una categoria inferiore

## Partecipazione ai campionati
| Livello | Categoria | Partecipazioni | Debutto   | Ultima stagione | Totale |
| ------- | --------- | -------------- | --------- | --------------- | ------ |
| 1º      | Serie A   | 3              | 2017-2018 | 2019-2020       | 3      |
| 2º      | Serie A   | 2              | 2015-2016 | 2016-2017       | 2      |
| 3º      | Serie C   | 2              | 2013-2014 | 2014-2015       | 2      |

## Palmarès

### Competizioni regionali
Coppa Italia Comitato Regionale Veneto
2013-2014
  Serie C girone Veneto
primo posto: 2014-2015
Juniores Femminile  2º posto Torneo juniores 2018/2019 2º posto Campionato juniores 2017/2018

### Altri piazzamenti
Coppa Italia Serie C fase nazionale
Secondo posto: 2013-2014
Coppa della Divisione Nazionale
Terzo posto : 2019-2020

## Giocatrici in nazionale
Tesserate attuali o passate che hanno partecipato alle selezioni nazionali:
- Sara Iturriaga
- Argento Maria Alejandra
- Jessica Troiano, Gloria Prando, Adelaide Famà, Carmen Nasso